# Белый, Савва
Савва Белый (г. р. неизв. — 1795, ст. Тамань) — полковник Черноморского казачьего войска.
Принимал активное участие в русско-турецкой войне 1787—1791, в частности в штурме Березанской крепости 1788, битвах с турками под Очаковом, Бендеры (ныне город в Молдове), Измаилом.
Возглавил первый отряд черноморцев-переселенцев из-за Южного Буга на Кубань, насчитывавший 3847 пеших казаков с пушками и был отправлен на 51 лодке.
Флотилия во главе с Белым в сопровождении яхты с бригадиром Пустошкиным, специально командированным для этой цели к казакам царским правительством, отправилась 16 августа 1792 года с Очаковского лимана и 25 августа прибыла в Тамань (ныне станица Краснодарского края, РФ). Это были первые переселенцы Черноморского казачьего войска, ступившие на кубанскую землю. Казачьи лодки были разгружены, пушки и припасы для них оставлены на некоторое время в Фанагорийской крепости, главные силы казаков расположились в Тамани, а часть на лодках отправлены в лиманы у устья Кубани как часовой отряд для наблюдения за черкесами.
После переселения на Кубань Белый преимущественно жил в Тамани, хотя имел выделенное ему под строительство место в Екатеринодаре (ныне. Краснодаре, РФ). Был в дружеских отношениях с войсковым судьей М.Гуликом.
Умер в 1795 году в станице Тамань.